# فردیناند مانوکیان
فردیناند هوُسپی مانوکیان (گیومرتسی) (ارمنی: Ֆերդինանդ Հովսեփի Մանուկյան (Գյումրեցի)؛ زاده ۲۰ آوریل ۱۹۴۱ - درگذشته ۱۸ آوریل ۲۰۲۲) نقاش اهل ارمنستان بود.

## زندگی‌نامه
وی در ۲۰ آوریل ۱۹۴۱ در لنیناکان در به دنیا آمد و از کالج دولتی هنرهای زیبای پانوس ترلمزیان (۱۹۶۰) و انستیتو دولتی هنری و نمایشی ایروان (۱۹۶۷) فارغ‌التحصیل گشت. عضو اتحادیه نقاشان ارمنستان بود. وی همچنین برنده جوایزی همچون نقاش شایسته ارمنستان شوروی (۱۹۸۸) و نقاش مردمی جمهوری ارمنستان (۲۰۱۵) شد. وی در ۱۸ آوریل ۲۰۲۲ در سن ۸۰ سالگی درگذشت.